# В'єтнамська академія науки і техніки
В'єтнамська академія науки і техніки (в'єт. Viện Hàn lâm Khoa học và Công nghệ Việt Nam, англ. Vietnam Academy of Science and Technology, VAST) — найбільший і найуспішніший дослідницький інститут у В'єтнамі. Вона була заснована 20 травня 1975 року як В'єтнамська академія наук, а в 2008 році змінила свою назву на теперішню. Інфраструктура академії розташована в містах Ханой, Хошимін, Хайфон, Нячанг, Далат і Хюе.
У березні 2010 року В'єтнамська академія науки і техніки запустила рецензований журнал з відкритим доступом «Advances in Natural Sciences: Nanoscience and Nanotechnology» (ANSN, Досягнення природничих наук: нанонауки та нанотехнології). Журнал видається спільно з IOP Publishing.
Для реалізації урядових космічних і супутникових проєктів В'єтнамська академія науки і техніки 16 вересня 2011 року заснувала В'єтнамський національний супутниковий центр, який у липні 2017 року був перейменований у В'єтнамський національний космічний центр (Vietnam National Space Center, VNSC).